# Le Theil-en-Auge
Le Theil-en-Auge là một xã ở tỉnh Calvados, thuộc vùng Normandie ở tây bắc nước Pháp.

## Dân số
| 1962                                                            | 1968 | 1975 | 1982 | 1990 | 1999 |
| --------------------------------------------------------------- | ---- | ---- | ---- | ---- | ---- |
| 153                                                             | 128  | 94   | 92   | 124  | 159  |
| Nombre retenu à partir de 1962: Population sans doubles comptes |      |      |      |      |      |